# Stripped Live in the UK
Stripped Live in the UK (2004) er en dvd-udgivelse med den amerikanske sangerinde, Christina Aguilera. Den rummer en komplet optagelse af en koncert på hendes Stripped Tour (uden "Make Over") live fra Wembley Arena, London, England, udvidet af WB og MTV. Den opnåede en tredjeplads på amerikanske hitlister og blev desuden platin-certificeret.
| Musik | Spire Denne musikartikel er en spire som bør udbygges. Du er velkommen til at hjælpe Wikipedia ved at udvide den. |